# USS Rendova (CVE-114)
USS Rendova (CVE-114) là một tàu sân bay hộ tống lớp Commencement Bay được Hải quân Hoa Kỳ chế tạo trong Chiến tranh Thế giới thứ hai. Nó là chiếc tàu chiến duy nhất của Hải quân Mỹ được đặt theo đảo Rendova ở quần đảo Solomon, nơi diễn ra một cuộc đổ bộ trong Chiến dịch quần đảo Solomon. Nhập biên chế khi Thế Chiến II đã kết thúc, con tàu đã tiếp tục phục vụ sau đó trong Chiến tranh Triều Tiên và Chiến tranh Lạnh cho đến khi xuất biên chế năm 1955. Đang khi trong thành phần dự bị, nó được xếp lại lớp như một tàu vận chuyển máy bay AKV-14 vào năm 1959, nhưng không bao giờ hoạt động trở lại, và cuối cùng bị rút đăng bạ năm 1971. Rendova được tặng thưởng hai Ngôi sao Chiến trận do thành tích phục vụ trong Chiến tranh Triều Tiên.

## Thiết kế và chế tạo
Con tàu thoạt tiên được đặt lườn như là chiếc Mosser Bay tại xưởng tàu của hãng Todd Pacific Shipyards ở Tacoma, Washington vào ngày 15 tháng 6 năm 1944, nhưng hoàn tất như là chiếc Willamette. Nó được hạ thủy vào ngày 29 tháng 12 năm 1944; được đỡ đầu bởi bà Anna-Marie H. Kurtz, và nhập biên chế dưới tên gọi USS Rendova vào ngày 22 tháng 10 năm 1945 dưới quyền chỉ huy của Hạm trưởng, Đại tá Hải quân R. W. Ruble.

## Lịch sử hoạt động

### 1946 - 1950
Rendova hoàn tất việc chạy thử máy vào đầu tháng 1, 1946, và trình diện để phục vụ cùng Đệ nhất Hạm đội vào tháng 2. Sang tháng 3, nó thực tập huấn luyện dọc theo vùng bờ Tây, nhưng sang tháng 4 biên chế thủy thủ đoàn của nó bị cắt giảm xuống một thành phần bảo trì tối thiểu. Cho dù bị ngừng hoạt động và neo đậu tại San Diego, California trong một năm, con tàu vẫn trong biên chế hiện dịch và là soái hạm của Đội tàu sân bay 15. Sang mùa Xuân năm 1947, nó quay trở lại biên chế đầy đủ và tiến hành hoạt động huấn luyện dọc theo vùng bờ Tây và tại khu vực quần đảo Hawaii trong một năm tiếp theo.
Rendova khởi hành từ San Francisco, California vào ngày 1 tháng 4, 1948 cho một chuyến đi sang Thổ Nhĩ Kỳ, để bàn giao những máy bay huấn luyện AT-6 Texan cho không quân nước này. Nó băng qua kênh đào Panama và đi đến Yesilkoy vào ngày 28 tháng 4, chất dỡ số hàng hóa trước khi tiếp tục hành trình vào ngày 4 tháng 5. Chiếc tàu sân bay băng qua kênh đào Suez rồi vượt Ấn Độ Dương và Thái Bình Dương, ghé thăm nhiều cảng dọc đường đi trước khi về đến San Diego vào ngày 1 tháng 7. Nó lại nhanh chóng lên đường vào ngày 28 tháng 7 để đi sang khu vực Tây Thái Bình Dương, ghé lại Thanh Đảo, Trung Quốc từ ngày 23 đến ngày 27 tháng 8, rồi lên đường quay trở về San Diego, cảng nhà của nó vào cuối tháng 9. Con tàu hoạt động huấn luyện cho đến đầu năm 1949, khi nó lại lên đường đi sang Viễn Đông, hoạt động giữa Thanh Đảo và Okinawa cho đến giữa tháng 4, rồi quay trở về cảng nhà và hoạt động huấn luyện cùng Đệ nhất Hạm đội. Sang tháng 10, nó đi đến Bremerton, Washington, nơi mà sau một đợt đại tu nó được cho xuất biên chế vào ngày 27 tháng 1, 1950, và đưa về Hạm đội Dự bị Thái Bình Dương.

### Chiến tranh Triều Tiên
Sau sự kiện lực lượng Bắc Triều Tiên tấn công xuống lãnh thổ Nam Triều Tiên khiến chiến tranh bùng nổ vào tháng 6, 1950, Rendova được huy động trở lại. Nó nhập biên chế vào ngày 3 tháng 1, 1951, trình diện để phục vụ vào tháng 4, rồi lên đường vào ngày 3 tháng 7 để đi sang khu vực chiến sự. Nó đi đến Yokosuka, Nhật Bản vào ngày 2 tháng 8, tiếp tục được huấn luyện ngoài khơi Okinawa; rồi đi đến Kobe vào ngày 20 tháng 9 để thay phiên cho con tàu chị em Sicily (CVE-118), đảm trách vai trò tàu sân bay cho Đội đặc nhiệm 95.1.

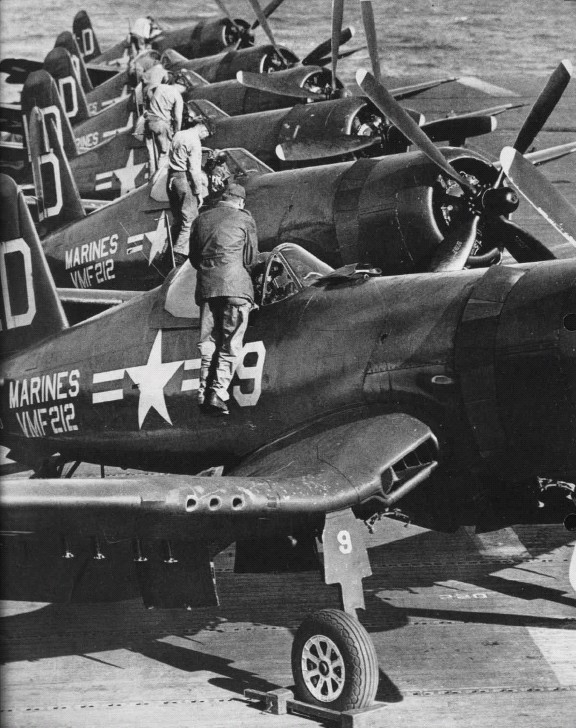
Những chiếc F4U Corsair thuộc Liên đội VMF-212 trên USS Rendova ngoài khơi Triều Tiên, 1951

Sau khi đón lên tàu nhân sự, thiết bị và máy bay F4U thuộc Liên đội Tiêm kích Thủy quân Lục chiến 212 (VMF-212) vào ngày 22 tháng 9, Rendova lên đường vào ngày hôm sau để hoạt động huấn luyện chuẩn nhận hoạt động tàu sân bay cho liên đội. Tại Sasebo, Nhật Bản vào ngày 24 tháng 9, nó chất lên tàu đạn dược và tiếp liệu rồi khởi hành một ngày sau đó hướng sang khu vực hoạt động trong biển Hoàng Hải, nơi nó thay phiên cho tàu sân bay Anh Quốc HMS Glory (R62) trong thành phần Đội đặc nhiệm 95.11. Chiếc tàu sân bay tung ra những phi vụ tác chiến đầu tiên trong cuộc chiến tranh vào ngày 26 tháng 9, và trong những tháng tiếp theo, nó hoạt động dọc theo bờ biển phía Tây bán đảo Triều Tiên, luân phiên nhiệm vụ cùng tàu sân bay Australia HMAS Sydney (R17) trong thành phần Đội đặc nhiệm 95.11. Liên đội VMF-212 đã thực hiện tổng cộng 1.743 phi vụ hỗ trợ cho hoạt động trên bộ của binh lính Hàn Quốc và Thủy quân Lục chiến Hoa Kỳ, phong tỏa bờ biển, tìm kiếm và giải cứu và trinh sát hình ảnh. Vào ngày 17 tháng 11, con tàu tiến hành 64 phi vụ, xác lập một kỷ lục mới về số phi vụ mà một tàu sân bay hộ tống thực hiện trong một ngày.
Hoàn tất hoạt động hỗ trợ cuối cùng vào ngày 6 tháng 12, Rendova lên đường quay trở về nhà, về đến San Diego vào ngày 22 tháng 12. Trong năm 1952, nó hoạt động huấn luyện dọc theo vùng bờ Tây cùng Đệ nhất Hạm đội, và sang tháng 9 đã khởi hành hướng sang phía Tây Để tham gia Chiến dịch Ivy, một cuộc thử nghiệm bom nguyên tử tại khu vực quần đảo Marshall, trước khi quay trở lại khu vực California.

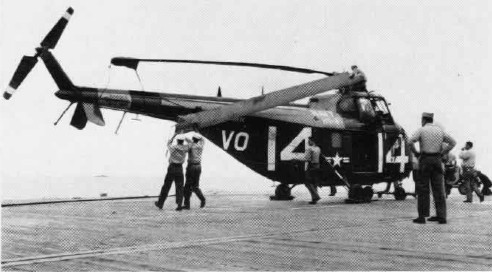
Một máy bay trực thăng HO4S chống tàu ngầm trên USS Rendova, 1954.

Được đưa về thành phần hải quân dự bị vào năm 1953, Rendova tiếp tục hoạt động huấn luyện dọc theo vùng bờ Tây. Nó được điều trở lại hạm đội hiện dịch vào năm 1954 và lên đường cho một lượt biệt phái sang khu vực Tây Thái Bình Dương, lần này trong vai trò tàu sân bay của một đội đặc nhiệm tìm-diệt tàu ngầm. Quay trở lại California vào giữa tháng 6, nó thực hành ngoài khơi Long Beach cho đến tháng 10, khi nó đi đến Xưởng hải quân Mare Island để chuẩn bị ngừng hoạt động. Con tàu được đưa về Đội San Francisco, Hạm đội Dự bị Thái Bình Dương vào ngày 2 tháng 2, 1955, và được cho xuất biên chế lần sau cùng vào ngày 30 tháng 6. Đang khi trong thành phần dự bị, nó được xếp lại lớp như một tàu vận chuyển máy bay AKV-14 vào ngày 7 tháng 5, 1959, nhưng không bao giờ hoạt động trở lại. Cuối cùng tên nó được cho rút khỏi danh sách Đăng bạ Hải quân vào ngày 1 tháng 4, 1971, và bị tháo dỡ sau đó.

## Phần thưởng
Rendova được trao tặng hai Ngôi sao Chiến đấu do thành tích phục vụ trong Chiến tranh Triều Tiên.